# Заїд Абдул-Азіз
Заїд Абдул-Азіз (англ. Zaid Abdul-Aziz, нар. як Дональд Сміт 7 квітня 1946, Бруклін, США) — американський професіональний баскетболіст, що грав на позиціях центрового і важкого форварда за низку команд НБА.

## Ігрова кар'єра
На університетському рівні грав за команду Айова Стейт (1965–1968). 
1968 року був обраний у першому раунді драфту НБА під загальним 5-м номером командою «Цинциннаті Роялс». Професійну кар'єру розпочав 1968 року виступами за тих же «Цинциннаті Роялс», захищав кольори команди з Цинциннаті протягом одного сезону.
З 1969 по 1970 рік грав у складі «Мілвокі Бакс», куди був обміняний на Фреда Гетцела.
1970 року перейшов до «Сіетл Суперсонікс» в обмін на Лушіуса Аллена та Боба Бузера. У складі команди з Сіетла провів наступні 2 сезони своєї кар'єри.
Наступною командою в кар'єрі гравця була «Х'юстон Рокетс», за яку він відіграв 3 сезони.
1976 року повернувся до «Сіетла», де відіграв половину сезону. Тоді ж, після переходу до ісламу, змінив своє ім'я на Заїд Абдул-Азіз.
У листопаді того ж року перейшов до «Баффало Брейвз», у складі якої провів наступний сезон своєї кар'єри.
Наступною командою в кар'єрі гравця була «Бостон Селтікс», за яку він відіграв лише частину сезону 1978 року.
Останньою ж командою в кар'єрі гравця стала «Х'юстон Рокетс», до складу якої він повернувся 1978 року і за яку відіграв лише частину сезону.

## Статистика виступів в НБА

### Регулярний сезон
| Сезон             | Команда             | GP  | GS | MPG  | FG%  | 3P% | FT%  | RPG  | APG | SPG | BPG | PPG  |
| ----------------- | ------------------- | --- | -- | ---- | ---- | --- | ---- | ---- | --- | --- | --- | ---- |
| 1968–1969         | «Цинциннаті Роялс»  | 20  | –  | 5.4  | .419 | –   | .286 | 1.6  | .2  | –   | –   | 1.9  |
| 1968–1969         | «Мілвокі Бакс»      | 29  | –  | 28.9 | .363 | –   | .642 | 13.0 | 1.1 | –   | –   | 11.0 |
| 1969–1970         | «Мілвокі Бакс»      | 80  | –  | 20.5 | .434 | –   | .643 | 7.5  | .8  | –   | –   | 7.4  |
| 1970–1971         | «Сіетл Суперсонікс» | 61  | –  | 20.9 | .441 | –   | .739 | 7.7  | .7  | –   | –   | 10.9 |
| 1971–1972         | «Сіетл Суперсонікс» | 58  | –  | 30.7 | .429 | –   | .720 | 11.3 | 2.1 | –   | –   | 13.8 |
| 1972–1973         | «Х'юстон Рокетс»    | 48  | –  | 18.8 | .397 | –   | .735 | 6.3  | 1.1 | –   | –   | 8.7  |
| 1973–1974         | «Х'юстон Рокетс»    | 79  | –  | 31.1 | .459 | –   | .804 | 11.7 | 2.1 | 1.0 | 1.3 | 10.9 |
| 1974–1975         | «Х'юстон Рокетс»    | 65  | –  | 22.3 | .437 | –   | .783 | 7.5  | 1.3 | .6  | 1.1 | 9.7  |
| 1975–1976         | «Сіетл Суперсонікс» | 27  | –  | 8.3  | .467 | –   | .552 | 2.8  | .6  | .3  | .6  | 3.2  |
| 1976–1977         | «Баффало Брейвз»    | 22  | –  | 8.9  | .338 | –   | .767 | 4.1  | .3  | .1  | .4  | 3.8  |
| 1977–1978         | «Бостон Селтікс»    | 2   | –  | 12.0 | .231 | –   | .667 | 7.5  | 1.5 | .5  | .5  | 4.0  |
| 1977–1978         | «Х'юстон Рокетс»    | 14  | –  | 9.6  | 426  | –   | .750 | 2.5  | .5  | .1  | .1  | 3.9  |
| Усього за кар'єру | Усього за кар'єру   | 505 | –  | 21.8 | .428 | –   | .728 | 8.0  | 1.2 | .6  | 1.0 | 9.0  |

### Плей-оф
| Сезон             | Команда             | GP | GS | MPG  | FG%  | 3P% | FT%  | RPG | APG | SPG | BPG | PPG |
| ----------------- | ------------------- | -- | -- | ---- | ---- | --- | ---- | --- | --- | --- | --- | --- |
| 1970              | «Мілвокі Бакс»      | 7  | –  | 11.7 | .579 | –   | .800 | 3.7 | 0.6 | –   | –   | 4.3 |
| 1975              | «Х'юстон Рокетс»    | 6  | –  | 11.3 | .387 | –   | .400 | 2.8 | 0.5 | –   | –   | 4.3 |
| 1976              | «Сіетл Суперсонікс» | 5  | –  | 12.0 | .700 | –   | .727 | 4.2 | 0.4 | –   | –   | 7.2 |
| Усього за кар'єру | Усього за кар'єру   | 18 | –  | 11.7 | .529 | –   | .500 | 3.6 | 0.5 | –   | –   | 5.1 |